# White River (dopływ Jukonu)
White River – rzeka o długości 322 km biegnąca przez stan Alaska w Stanach Zjednoczonych i przez terytorium Jukon w Kanadzie. Stanowi dopływ rzeki Jukonu.
Nad White River przebiega droga Alaska Highway w pobliżu miejscowości Beaver Creek.
Rzeka ma swoje źródło w lodowcu. Z tego względu niesie ze sobą duże ilości rumowiska. Transportuje ona 19 milionów ton osadu rocznie w górnej części dorzecza.